# Andrzej Madeyski

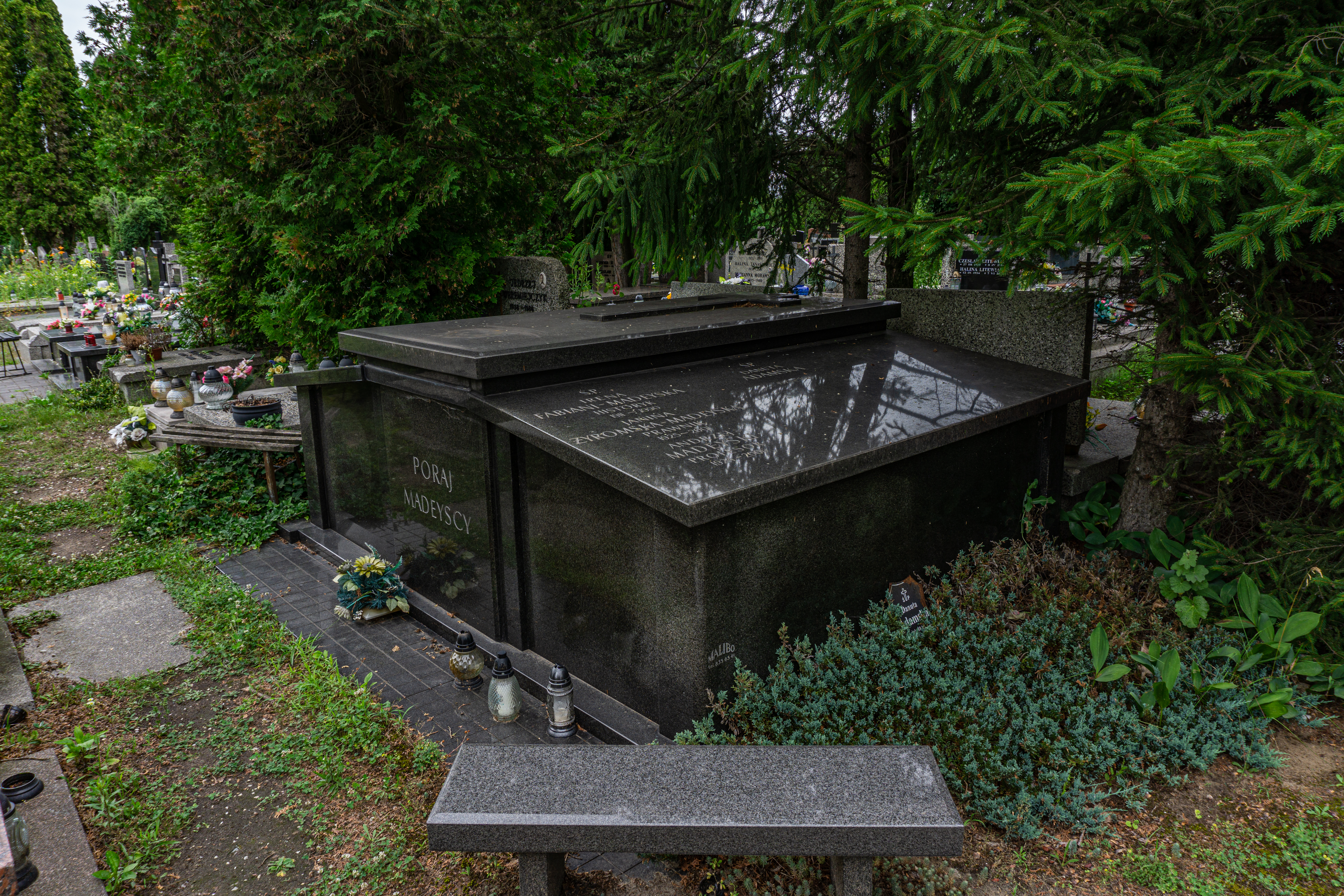
Grób prof. Andrzeja Madeyskiego na Cmentarzu Komunalnym Północnym w Warszawie

Andrzej Zbigniew Madeyski herbu Poraj (ur. 23 maja 1924 w Sokalu, zm. 18 sierpnia 2006 w Warszawie) – inżynier balneologii, profesor nadzwyczajny.

## Życiorys
Uczęszczał do gimnazjum im. Marcina Wadowity w Wadowicach.
W czasie wojny w Krakowie ukończył technikum mechaniczne i zdał maturę w 1945 roku.
Dyplom magistra inżyniera mechanika uzyskał w 1951 r. na Politechnice Śląskiej w Gliwicach.
Doktorat nauk technicznych ze specjalizacją balneologia zdobył na Politechnice Warszawskiej 13 maja 1965 roku po obronie pracy "Podstawy teoretyczne wzorowych układów technologicznych obiektów zdrojowiskowych z punktu widzenia techniki sanitarnej".
Od 1964 pracuje w Instytucie Balneoklimatycznym, gdzie jako docent od roku 1971 kierował zorganizowanym przez siebie Oddziałem Balneotechniki. W tym samym czasie wykładał na Politechnice Wrocławskiej, gdzie był kierownikiem Zakładu Techniki Uzdrowiskowej.
Przez szereg kadencji był wiceprezesem (względnie członkiem) Prezydium Zarządu Głównego Polskiego Zrzeszenia Inżynierów i Techników Sanitarnych.
Współorganizator i przewodniczący Głównej Sekcji Balneotechniki PZITS'u. Sekretarz i przewodniczący rady lekarsko-technicznej przy Zjednoczeniu Uzdrowisk.
W roku 1964 wraz z kolegą zdobył nagrodę w międzynarodowym konkursie na projekt zakładu przyrodoleczniczego "Excelsior" w największym uzdrowisku włoskim – Montecatini.
W roku 1976 został odznaczony medalem międzynarodowej organizacji Socièté Internationale de la Technique Hydrotermale (SITH).
Profesor nadzwyczajny od 14 września 1978.
Czynny w Solidarności w zakresie uzdrowisk. Wskutek represji podczas stanu wojennego stracił stanowisko kierownika Zakładu Balneotechniki oraz przewodniczącego rady lekarsko-technicznej (Z.U.P.).
Dwukrotny stypendysta D.A.A.D.
Honorowy członek rady czasopisma "Gaz, Woda i Technika Sanitarna".
Jest autorem wielu publikacji z zakresu techniki uzdrowiskowej, między innymi Podstawy inżynierii uzdrowiskowej. Pochowany na Cmentarzu Komunalnym Północnym w Warszawie.